# Калриче ді Дурисіо
Калриче ді Дурисіо да Фоджа (італ. Calrice di Durisio da Foggia) — італійська терапевтка і хірургиня XV століття. Здобула освіту в Салернському університеті, де жінки-студенти в ті роки становили меншість. Вона спеціалізувалася на захворюваннях очей, лікувала тільки жінок .